# Ibèria Bagràtida
Taoklardjètia (en georgià: ტაო–კლარჯეთი), popularment anomenat regne dels kartvels (en georgià ქართველთა სამეფო, K'art'velt'a samep'o) o regne dels georgians va ser un estat del sud del Caucas que existí en l'alta edat mitjana, el qual va succeir al curopalatinat d'Ibèria. Encara que alguns dels seus sobirans es van autoproclamar reis, això només va ser una declaració d'intencions i els historiadors el consideren més un principat que no un reialme, cosa que comença a tenir sentit a partir de Bagrat l'Unificador. El seu territori comprenia, al començament, el que ara són part de les províncies del nord-est de Turquia: Erzurum, Artvin, Ardahan i Kars, però aviat s'expandí cap a l'est.
Taoklardjètia és una paraula formada per la unió de Tao (Taik) i Klardjètia, que eren originàriament els noms de les dues províncies més importants de les terres georgianes que s'estenien des de la «gola georgiana» (en turc turc: Gürcü Boğazı, Gürcü Boğazı) al sud fins al Caucas Menor al nord. Històricament, l'àrea comprenia les següents províncies: a l'oest de les muntanyes Arsiani (en turc: turc: Yalnızçam DağlarıYalnızçam Donağları) estaven: Tao, Klarjètia, Nigali i Shavshètia; i a l'est, Samtskhé, Erusheti, Javakhètia, Artaani i Kola. El paisatge es caracteritza per les muntanyes i les valls dels sistemes fluvials del Chorokhi (Çoruh) i del Mtkvari (Kura). La posició geogràfica de Taoklardjètia entre els grans imperis d'Orient i Occident, i el fet que una branca de la ruta de la seda travessés el seu territori va significar que va ser objecte d'un flux constant d'influències diverses.
Dels segles IX al XI, Taoklarjètia va ser governada per la dinastia Bagrationi i la regió va tenir un paper crucial el 1008 en la unificació de totes les terres i principats georgians en un sol estat feudal, el Regne de Geòrgia. Va ser establert, segons les fonts, entre el 888 i 899 pel príncep Adarnases IV d'Ibèria Bagration, i la seva curta història d'un segle està il·lustrada principalment per: la dominació abkhàzia sobre el regne (916-975), per l'alliberament de la influència àrab sobre el país i pel lent procés cap a la unificació de Geòrgia, que no conclourà fins al 1010.

## Història

### Història medieval

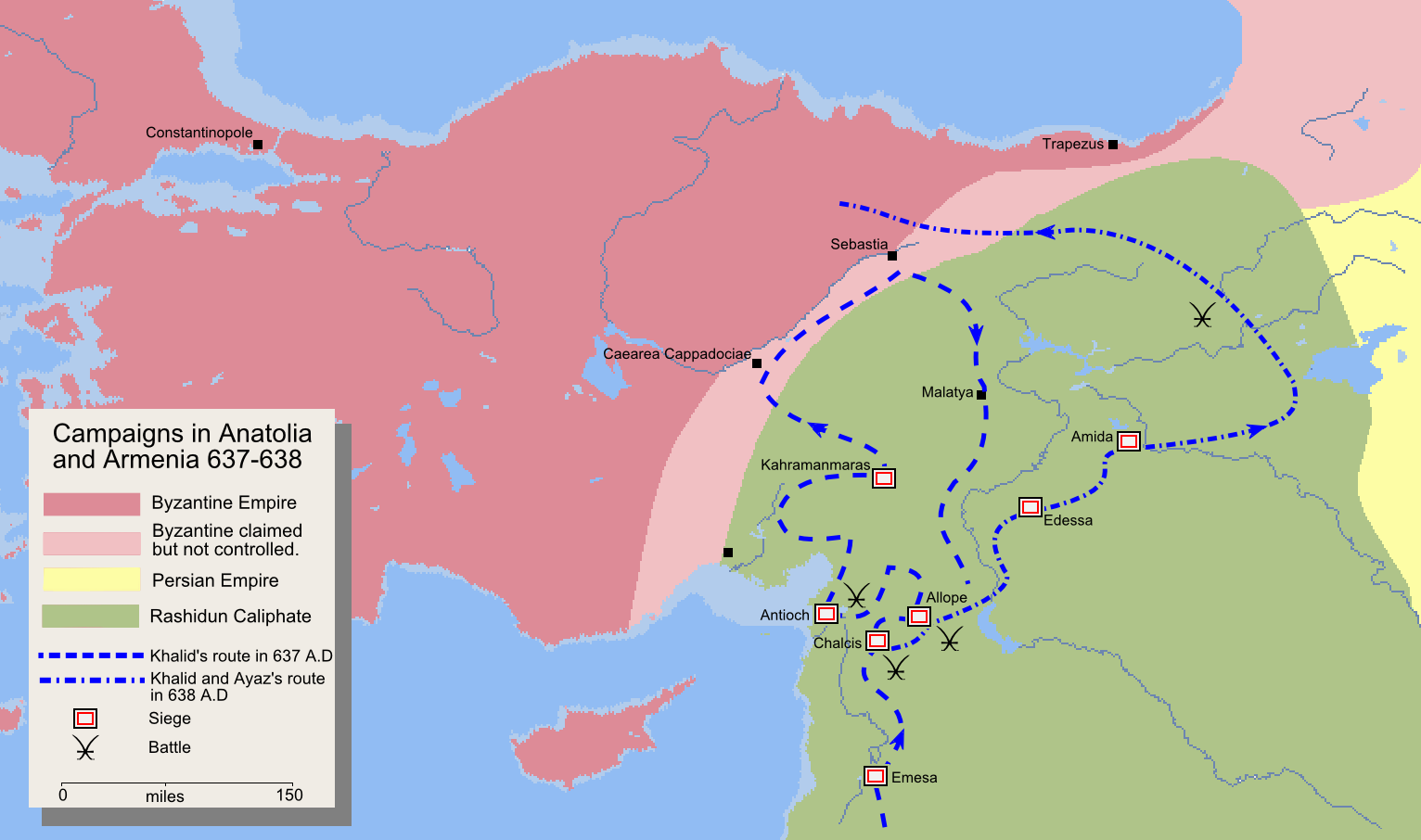
La Ibèria europea es va convertir en una regió fronterera en disputa en les guerres arabo-romanes del.

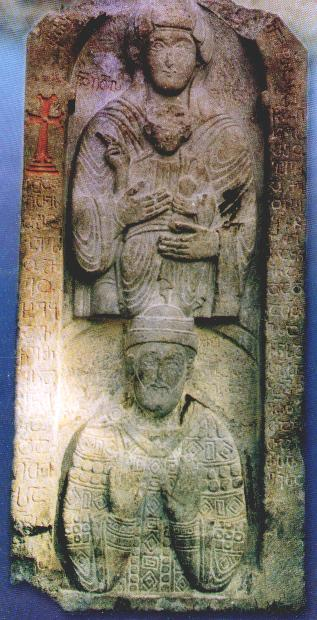
El rei David III d'Ibèria, curopalatinat de Taoklarjètia representat en un baix relleu del monestir ortodox georgià del a Oshki, a l'actual província d'Erzurum de l'actual Turquia.

Els principats de Taoklardjètia van sorgir dels disturbis de les conquestes musulmanes en el Caucas als segles vii i viii, succeint al primerenc regne medieval de la Ibèria caucàsica.
La nova era va començar a Tao (Taik) i Klardjètia (per contracció Taoklardjètia) el 813, quan el príncep georgià Asoci I d'Ibèria de la família Bagrationi, que governava nomenat pel califa amb el títol d'erismthavar, va fer de Klardjètia una base en la seva lluita contra l'ocupació àrab. Reconeixent la sobirania romana d'Orient, va rebre el títol de κουροπαλάτης i va establir el principat dels georgians, conegut pels romans d'Orient com el Curopalatinat d'Ibèria (o principat d'Ibèria). Asoci va lluitar contra els àrabs des d'allí, arrabassant gradualment al domini àrab les terres circumdants de Tao, Kola, Artaani i Shavshètia, juntament amb algunes altres terres menors. Va encoratjar que els georgians tornessin a fer assentaments en aquestes terres, i va patrocinar la vida monàstica iniciada per la prominent figura eclesiàstica georgiana Grigol Khandzteli (Gregori de Khandzta; 759-861) a Klardjètia. Durant molt de temps, la regió es va convertir en un refugi cultural i un dels més importants centres religiosos de Geòrgia.
La successió de prínceps era hereditària i els successors d'Asoci van continuar lluitant per les terres kartlianes, disputades també per la dinastia abkhàzia de l'oest de Geòrgia (Ègrissi), l'emirat de Tblisi i fins i tot pels governants kakhètians (Kakhètia, un regne de l'est de Geòrgia) i armenis. No obstant això, les disputes feudals internes, no infreqüents al principat, van ser un obstacle important.

### El rei Adarnases
El 881, David I d'Ibèria va ser assassinat per Narses de Taoklardjètia i Samtskhé que, desitjant prendre el poder, va posar al seu aliat Gurguèn d'Ibèria, conegut també com a Gurguèn d'Artani en el tron. Però el fill de David, Adarnases IV d'Ibèria (881-923), va decidir venjar-se'n i, a aquest efecte, es va aliar amb el rei armeni Asoci el Gran per declarar la guerra a Narses, que era aliat de l'Imperi Romà d'Orient i d'Abkhàzia. Ràpidament Adarnases va aconseguir ser el vencedor i Narses va haver de refugiar-se a l'Imperi Romà d'Orient. El 887, Abkhàzia va replicar atacant Armènia amb una gran flota de Constantinoble, però va ser empesa de nou a Aspindza i Narses va ser finalment assassinat el 888. Aquest mateix any 888, Adarnases es va proclamar «rei dels kartvels» (kartvels és el nom en georgià de la principal subdivisió ètnica dels georgians) i va ser així reconegut per Asoci el Gran d'Armènia. Va aconseguir derrotar Gurguèn d'Artani el 891 i es va trobar, per tant, com a únic senyor de Taoklardjètia/Ibèria.
La política exterior d'Adarnases es limitava a una aliança amb Armènia i importants tensions amb Abkhàzia. Així va empènyer a Simbaci I d'Armènia, fill i successor d'Asoci, contra el seu oncle Abas, que va capturar a Adarnases el 891. Per sort, Simbaci, atenent a la seva aliança amb Ibèria, el va fer alliberar mitjançant el pagament d'un elevat rescat i el 899, li va oferir la corona i el va reconèixer com a únic rei dels kartvels.
El 904, el rei Constantí III d'Abkhàzia va ocupar els dominis d'Adarnases. Però Armènia va intervenir i va capturar el monarca per enviar-lo en captivitat a Ani. No obstant això, alguns anys més tard, Simbaci va alliberar Constantí i va concloure una aliança amb ell. Adarnases no va apreciar aquest gir dels esdeveniments i, per tant, es va trobar sol enfront d'enemics poderosos. Desitjant venjar-se, va trobar una bona manera d'aconseguir aquest objectiu el 912, quan l'emir Yússuf ibn Abi-s-Saj va envair Armènia: Simbaci I va intentar refugiar-se a Abkhàzia, però Adarnases no li va deixar travessar els seus territoris i va ser finalment capturat i penjat a Dvin. Posteriorment, Yússuf ibn Abi-s-Saj va aprofitar l'oportunitat per devastar el Samtskhé i la Javakètia però aquest acte va marcar el final dels estralls àrabs a terres de Geòrgia.
Constantí III, no obstant això, no va abandonar els seus intents de conquesta. El 916, va aconseguir derrotar Adarnases, que es va veure obligat a reconèixer-se com a vassall seu. Aquest fou el començament d'una dominació abkhàzia de gairebé seixanta anys sobre el regne dels kartvels.

### Dominació abkhàzia
Des de l'any 916, els reis d'Abkhàzia van ocupar el regne dels kartvels, completant així la voluntat de Constantí III, que d'aquesta manera es venjava per la mort del seu aliat Narses. Adarnases va haver de sotmetre's a aquesta realitat amb la finalitat de preservar el seu tron fins a la seva mort el 923. Aquell any va canviar l'estructura política del regne dels karvels. De fet, fins llavors, Adarnases portava tant el títol de rei com el de curopalat, la qual cosa li atorgava de iure tots els poders. Però quan va morir, l'Imperi Romà d'Orient va decidir oferir aquest últim títol al segon fill del difunt rei, Asoci II de Tao, mentre que els poders de rei van passar a l'altre fill David II d'Ibèria (923-937), que no era més que magistros. Els poders es van veure dividits d'aquesta manera i els curopalats es van tornar fins i tot més poderosos que els reis, que van ser simples vassalls fidels dels abkhazis.
Durant el regnat de David II (923-937) els georgians també van haver de defensar-se de l'agressió romana d'Orient, un problema el qual sembla que van superar amb èxit. No obstant això, la dinastia Bagrationi no va poder mantenir la integritat del seu regne, que va quedar de fet dividit entre les tres branques de la família: la principal branca va mantenir Tao i el títol de rei dels kartvels (georgians), i una altra va controlar Klardjètia, reconeixent nominalment la sobirania del rei. El regne dels kartvels (regne dels georgians) també va incloure altres principats menors més o menys dependents de la corona de Tao.
L'any 958, Bagrat II d'Ibèria, dit el Ximple (958-994) va ser coronat rei dels georgians i va heretar el nord de Tao (també conegut com a Amier-Tao). El 975, una breu guerra civil va començar a Abkhàzia entre el rei Demetri III d'Abkhàzia i el seu germà Teodosi III. Els kartvels van aprofitar l'oportunitat per alliberar-se de la tutela d'aquest sobirà i el rei Bagrat va recuperar un tron independent.
Bagrat II va ser el rei de iure, però és segur que no tenia gairebé cap autoritat. El veritable governant del regne era en realitat el duc de Taoklardjètia i curopalata David III d'Ibèria el Gran (961-1000/1001) que va aconseguir la possessió del sud de Tao (també conegut com a Imier-Tao). Governant just i amic de l'església, es va passar la major part del seu regnat lluitant contra els romans d'Orient, abans d'aliar-se amb l'emperador romà d'Orient Basili II per derrotar en la batalla de Pankaleia a Bardes Escler (976-979) un noble rebel romà d'Orient, i concloure una pau duradora amb ells el 989 i rebre com a recompensa extenses terres que van fer d'ell el governant més poderós al Caucas del sud: el seu Estat incloïa diverses províncies georgianes i armènies fins al llac Van.
Amb la ferma intenció d'unir totes les terres georgianes, va adoptar al jove príncep Bagrat (el futur rei Bagrat III l'Unificador), fill del rei Gurguèn I d'Ibèria (994-1008) i net de Bagrat el Ximple, a més de ser l'hereu aparent d'Abkhàzia. David el va instal·lar com a príncep resident a Kartli (975) i després com a rei d'Abkhàzia (978). Després va ajudar al fet que el seu pare natural, Gurguèn, fos coronat com a rei de reis dels kartvels a la mort de Bagrat el Ximple (994), fent de Bagrat un governant de dos estats de Geòrgia i hereu dels altres dos. L'únic revés va ser el 987-989, un conflicte sense èxit amb l'Imperi Romà d'Orient, que va obligar a David a arribar a un acord per cedir el seu domini a l'emperador Basili II a la seva mort. Malgrat aquest revés, Bagrat va ser capaç de convertir-se en el primer governant del regne unificat de Geòrgia (oficialment anomenat regne dels georgians i abkhazis) a la mort del seu pare el 1008.
Quan va morir David l'any 1000/1001, Bagrat va heretar les seves possessions i així va recuperar el títol de curopalat. A més, va aconseguir ocupar el tron de Kartli, mentre el seu pare biològic encara era el monarca oficial. El 1008, Gurguèn I va morir, deixant els seus títols al seu fill, Bagrat III. En aquest moment es va trobar sent el "rei dels abkhazis i els kartvels", o més simplement, rei de Geòrgia, el primer a tenir aquest títol i governar sobre tots els territoris georgians.

## Història posterior
La zona va seguir sent un territori de Geòrgia i va ser administrat pels prínceps de Samtskhé-Saatabago fins a la seva conquesta pels otomans el 1551. Durant el seu govern, va ser implementada una política d'islamització i moltes de les esglésies cristianes es van convertir en mesquites. Després de la guerra russoturca (1877-1878), la major part de l'antic territori de Taoklardjètia va ser cedida a l'Imperi Rus, però va ser retornat als turcs en el Tractat de Brest-Litovsk del 1918, ja caigut el tsar. La derrota otomana en la primera guerra mundial va permetre a la llavors recentment creada República Democràtica de Geòrgia recuperar el control de la regió. El districte d'Olti, que va ser fortament disputat entre georgians i armenis, havia quedat sota control turc. No obstant això, la independència de la nació aviat es va esfondrar sota l'atac de l'Exèrcit Roig soviètic al febrer del 1921 i al mateix temps la zona va ser ocupada de nou per Turquia, un fet que va ser reconegut pel Tractat de Moscou signat entre els governs de Turquia i la Unió Soviètica el 16 de març del 1921.

## Cultura
La cultura georgiana es va desenvolupar sobretot al segle x, després de l'alliberament de la dominació àrab. Amb les creacions arquitectòniques monumentals, també es pot parlar d'importants desenvolupaments en el camp de la pintura. Aquest últim va estar influenciat principalment per l'art romà d'Orient, mentre que l'arquitectura d'aquest període es va desenvolupar de forma independent i després va aconseguir un apogeu relatiu.
L'arquitectura georgiana d'aquesta època es caracteritza per una gran varietat de temes i formes. Des de finals del segle ix, va veure la llum un estil medieval específicament georgià. Els edificis van guanyar altura i es van construir en els bisbats grans catedrals amb cúpula, allargades i rectangulars. Els edificis d'aquest estil es poden trobar ara al nord-est de Turquia, els dominis de l'època de Taoklarjètia. També existeixen ruïnes de palaus, castells i altres construccions nobles, però cap d'ells ha estat totalment conservat.
Diversos monuments de l'arquitectura georgiana medieval —abandonats o convertits en esglésies, monestirs, ponts i castells— es troben dispersos en tota la regió. Els més coneguts són els monestirs de: Khandzta, Khakhuli, Ancha (a Turquia, Haho/Bağbaşi), les esglésies a: Oshki (Öşk Vank/Çamlıyamaç), Ishkhani (Işhan), Bana Penek), Parkhali (Barhal/Altıparmak), Doliskana (Dolişhane/ Hamamlıköy), Otkhta Eklesia (Dörtkilise), Opiza (Bağcılar), Parekhi i Tbeti (Cevizli).
Durant l'última fase de l'alta edat mitjana georgiana (segle X), els baixos relleus es van proliferar, reemplançant les estàtues sobre pedestals de temps anteriors. Aquests relleus es van fer en or i plata i es van utilitzar per decorar les esglésies. També es van fer en aquestes àrees icones i estàtues religioses. Paral·lelament, mentre es desenvolupava la literatura, va aparèixer un estil especial de miniatures georgianes. Aquest últim estarà encara en desenvolupament durant els següents segles.

Arquitectura georgiana medieval
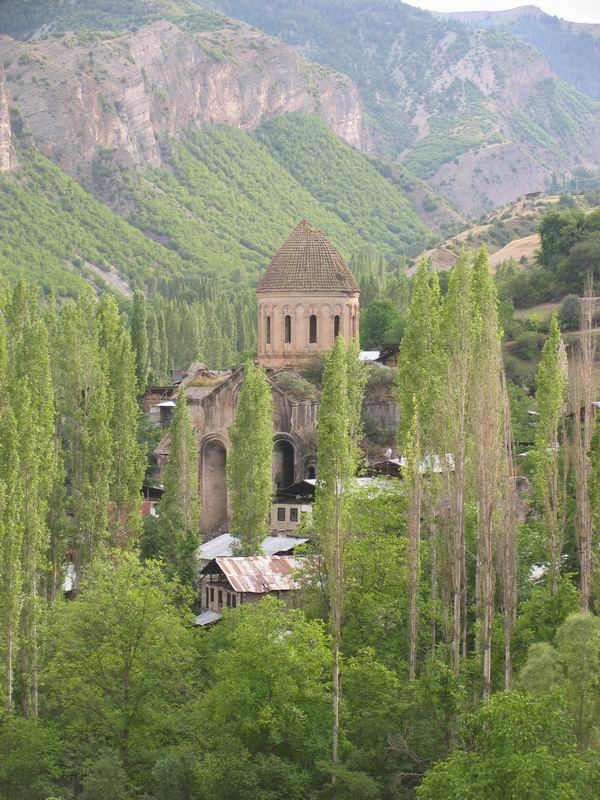
Catedral d'Oshki, construïda entre el 963 i el 973
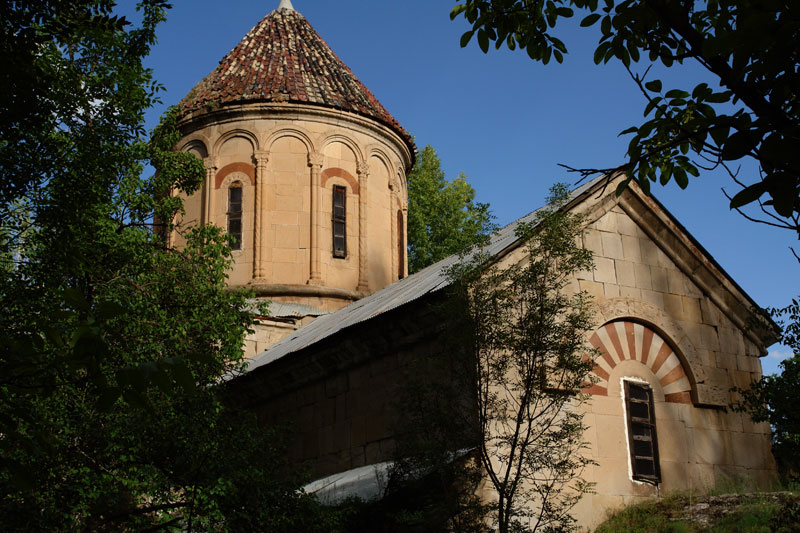
Monestir de Khakhuli
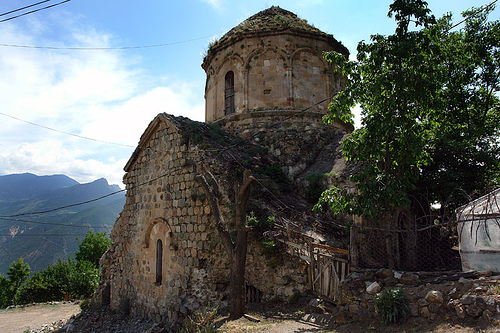
Doliskana
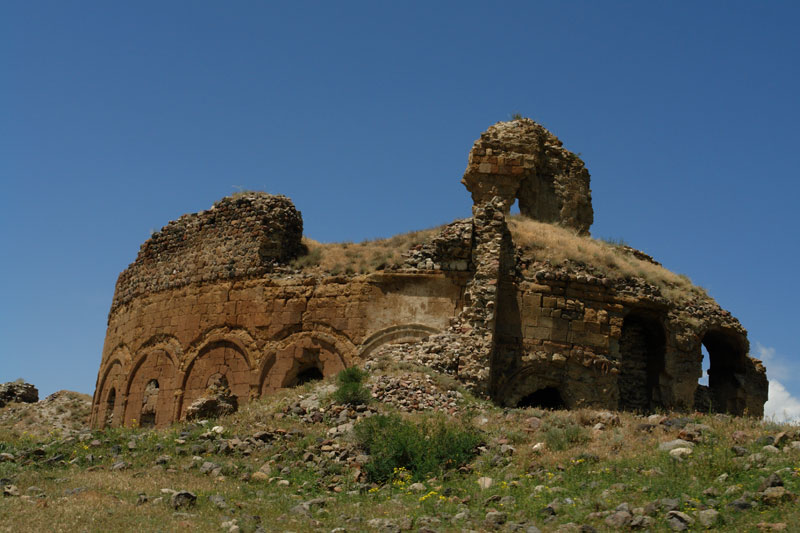
Catedral de Bana

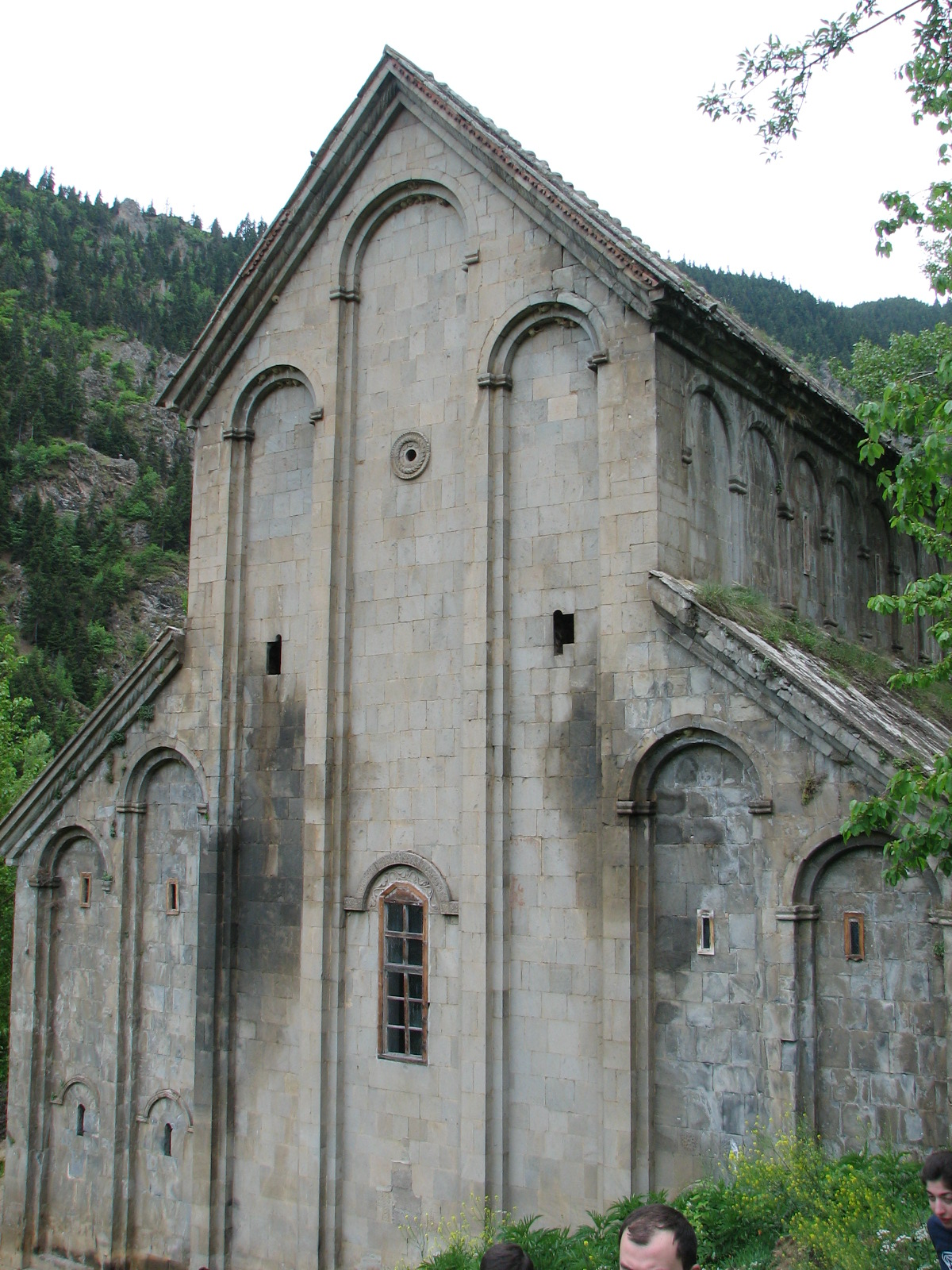
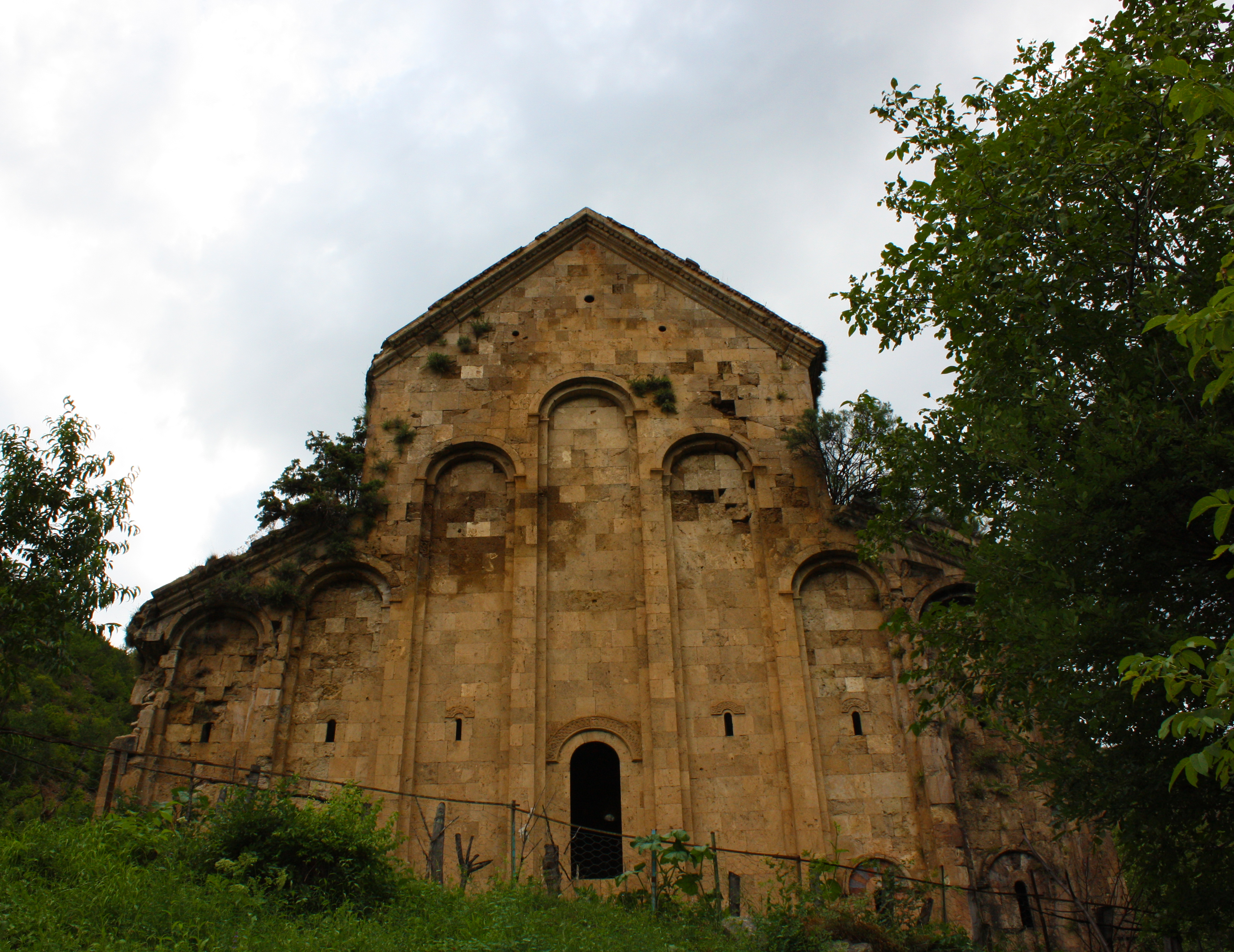
Església d'Otkhta
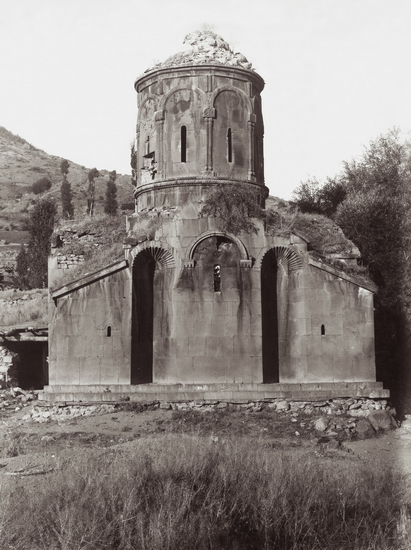
Ekeki

## Sobirans

### Reis dels kartvels
- 888-923: Adarnases IV d'Ibèria (o Adarnases I dels Kartvels);
- 923-937: David II d'Ibèria (David I dels Kartvels);
- 937-958: Sumbat d'Ibèria (Sumbat dels kartvels);
- 958-994: Bagrat II d'Ibèria (Bagrat I dels kartvels);
- 994-1008: Gurguèn d'Ibèria (rei dels kartvels), (Gurguèn I dels kartvels)

### Prínceps
Branca del Tao
- Gurguèn c. 870 – 891
- Adarnases 891 – 896
- Asoci d'Artanudji 896/908 – 918
- Gurguèn II d'Artani 918 – 941

(Territori repartit entre altres branques de la dinastia després del 941.)
Segona branca del Tao
- Bagrat I de Tao mort el 945
- Adarnases V 945 – 961
- Bagrat II de Tao 961 – 966
- David III 966 – 1001

(Territori annexat a l'Imperi Romà d'Orient, dins del tema d'Ibèria)
Branca de Klarjeti
- Sumbat I d'Artanudji 870 – 889
- Bagrat I d'Artanudji 889 – 900
- David I d'Artanudji 900 – 943
- Sumbat II 943 – 988
- David II 988 – 992/993
- Sumbat III 992/993 – 1011
- Gurguèn, mort el 1012

(Territoris annexats al Regne de Geòrgia)